# Накаїдзеебі
Накаїдзеебі (груз. ნაკაიძეები) — село в Грузії.
За даними перепису населення 2014 року в селі проживає 672 особи.